# 당진군 (1948년 선거구)
당진군은 대한민국의 옛 국회의원 선거구이다. 당시 충청남도 당진군 지역을 관할했다.

## 역사
제헌 국회의원 선거를 앞두고 당진군 전 지역을 관할하는 선거구로 신설되었다.
제4대 국회의원 선거를 앞두고 당진군 선거구가 당진군 갑, 당진군 을 선거구로 분리되면서 폐지되었다.

## 역대 국회의원
| 선거   | 정당 | 정당               | 의원   |
| ------ | ---- | ------------------ | ------ |
| 1948년 |      | 대한독립촉성국민회 | 김용재 |
| 1950년 |      | 무소속             | 구을회 |
| 1954년 |      | 무소속             | 인태식 |

## 역대 선거 결과

### 대한민국 제헌 국회의원 선거
|  | 31.49% |

|  | 25.02% |

|  | 23.73% |

|  | 17.22% |

|  | 2.51% |

### 대한민국 제2대 국회의원 선거
|  | 41.15% |

|  | 24.99% |

|  | 17.90% |

|  | 12.84% |

|  | 3.10% |

|  | 0% |

|  | 0% |

### 대한민국 제3대 국회의원 선거
|  | 53.32% |

|  | 31.85% |

|  | 7.05% |

|  | 4.00% |

|  | 3.76% |